# Ulric al II-lea de Carniola
Ulric al II-lea (în germană Ulrich, numit, de asemenea, Odalric, Oudalricus sau Udalrich; d. 13 mai 1112) aparținând Casei de Weimar-Orlamünde, a fost margraf de Istria între 1098 și c. 1107 și de Carniola de la 1098 până la moarte.
Ulric a fost al doilea fiu al lui Ulric I de Carniola și de Istria, și al soției sale, Sofia, fiica regelui Bela I al Ungariei, având astfel sânge regal.
În 1067 Ulric a devenit conte de Weimar-Orlamünde pe când era încă un copil. El a moștenit ambele mărci stăpânite de tatăl său (Carniola și Istria) la moartea fratelui său, Poppo al II-lea din 1098 care nu avea urmași de sex masculin. Ulric a fost însă privat de stăpânirea Istriei în jurul anului 1107, posesiunea revenindu-i lui Engelbert al II-lea de Sponheim, al cărui tată îl precedase pe fratele lui Ulric la cârmuirea Mărcii de Istria. Ulric a fost descris ca de Saxonie principus.  
Ulric a fost căsătorit cu Adelaida (n.c. 1090 – d. 1146), o fiică a contelui Ludovic al II-lea de Turingia. Soția nu i-a dăruit urmași și de aceea a fost repudiată. Deoarece Ulric nu a avut urmași pe linie masculină, familia conților de Weimar-Orlamünde s-a stins. Împăratul Henric al V-lea s-a străduit zadarnic să-și însușească alodiile acestei familii, care au fost preluate de Siegfried de Ballenstedt, văduv al sorei lui Ulric, Adelaida de Weimar-Orlamünde, fiind moștenite după moartea acestuia în 1112 de descendenții săi din Casa de Ascania.  
Nepoata lui Ulric, Sofia, fiica margrafului Poppo al II-lea, a transmis posesiunile din Istria și Carniola soțului ei, contele Berthold al II-lea de Andechs. Fiul lor, Berthold al III-lea, a devenit margraf de Istria și Carniola în 1173, fiind strămoșul ducilor de Merania. 